# 해상보험
해상보험(海上保險)은 해상사업에 관한 사고로 인하여 발생할 수 있는 손해의 보상을 목적으로 하는 손해보험이다(693조). 각종의 육상보험은 원래 해상보험의 제도로부터 발전한 것이다. 해상보험계약에 있어서의 보험사고(保險事故)는 항해에 관하여 생기는 모든 사고이므로 선박의 침몰·좌초(坐礁)·충돌과 같은 항해에 고유한 사고뿐만 아니라 화재·도난·포획(捕獲)·선원의 불법행위 등도 포함한다. 그러나 해상위험이라도 법정면책사유 또는 약정에 의한 면책사항에 대하여서는 보험자가 보상책임을 지지 아니함은 물론이다. 해상보험의 종류를 피보험이익을 기준으로 하여 보면 선박보험·적하보험(積荷保險)·운임보험·희망이익보험이 있고, 보험기간을 기준으로 보면 항해보험·기간보험·혼합보험이 있다. 또 선박의 명칭이나 적하물의 종류 또는 보험금액과 같은 보험계약을 체결하는 예정보험도 널리 이용되고 있다. 해상보험에 있어서 보험자의 일반적 면책사유(659조 1항, 660조, 678조)로 보상책임을 면하는 외에, 해상보험자는 선박보험과 운임보험에 있어서의 감항능력(堪航能力), 담보의무의 위반, 적하보험·희망이익보험에 있어서의 송하인·수하인의 고의 또는 중대과실 및 항비(港費)에 관하여 손해를 보상할 책임을 면하는 특칙이 있다(706조). 또한 보험약관(約款)에 의하여 보험자가 담보할 위험의 범위를 제한하는 특약을 하고 이 특약에 따라 보험료율도 변동한다. 약관으로 정하는 보험조건은 전손(全損)만의 담보(T. L. O.), 단독해손부담보(單獨海損不擔保：F . P. A.), 특담분손담보(特擔分損擔保)：A. R. 또는 W. A.) 등으로 대분한다. 해상보험의 오랜 역사로 말미암아 해상보험에 있어서는 특히 보험약관이 발달하였으므로 이에 대한 연구가 중요하다.

## 참고 문헌
- 이기수∙최병규∙김인현, 『보험∙해상법』, 박영사, 2008. ISBN 978-89-10-51521-0